# Georg Ernst Hinzpeter

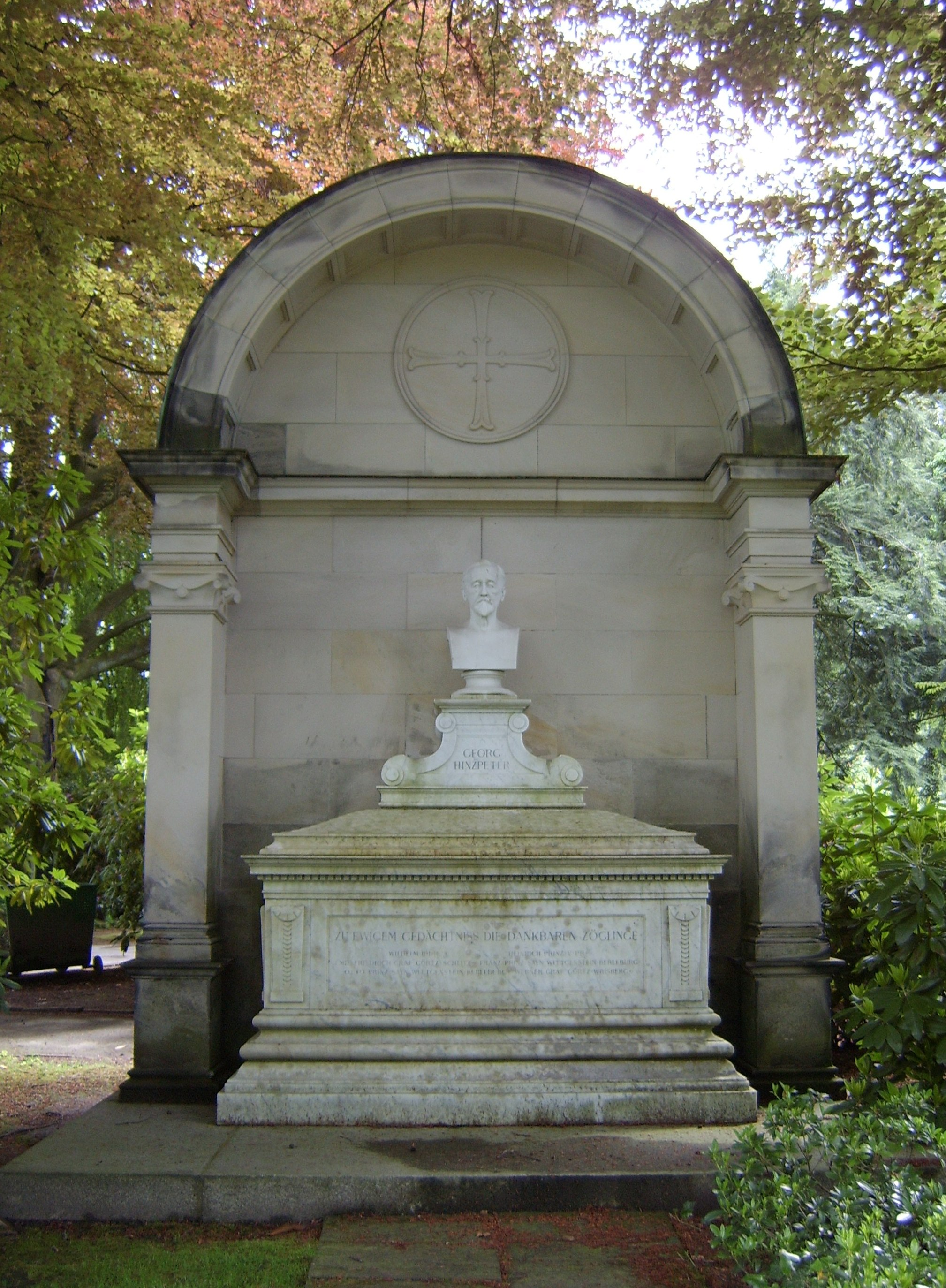
Georg Ernst Hinzpeters grav.

Georg Ernst Hinzpeter, född den 9 oktober 1827 i Horst-Emscher, död den 29 december 1907 i Bielefeld, var en tysk pedagog.
Hinzpeter blev 1850 filosofie doktor efter filologiska studier i Halle och Berlin och verkade sedan som informator i förnäma familjer till 1866, då kronprins Fredrik Vilhelm antog honom till lärare åt sin äldste son, den då sjuårige prins Vilhelm. Han ledde dennes undervisning till 1877 och var därunder även hans handledare under gymnasietiden i Kassel. Kejsar Vilhelm utnämnde 1888 Hinzpeter till geheimeregeringsråd och 1903 till medlem av preussiska herrehuset. Hinzpeter åtnjöt alltid i hög grad kejsarens förtroende och rådfrågades under dennes första regeringsår ofta i sociala och pedagogiska frågor. Han utgav 1888 en mycket uppmärksammad karaktärsbild av sin lärjunge, Kaiser Wilhelm II, eine Skizze nach der Natur gezeichnet.